# Ocotea fulvescens
Ocotea fulvescens là loài thực vật có hoa trong họ Nguyệt quế. Loài này được Standl. & L.O. Williams miêu tả khoa học đầu tiên năm 1951.